# Kansas State University

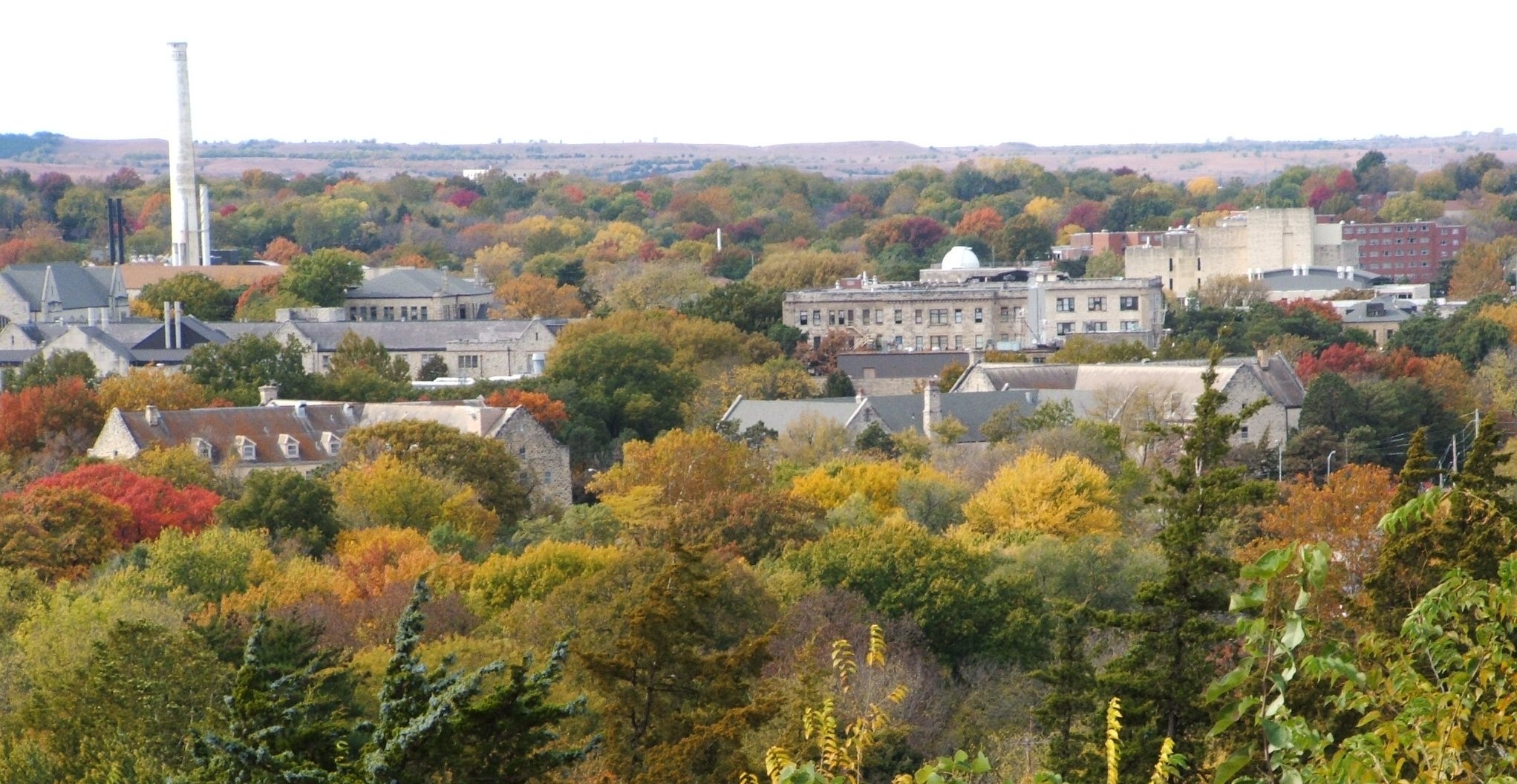
Der Hauptcampus in Manhattan im Oktober

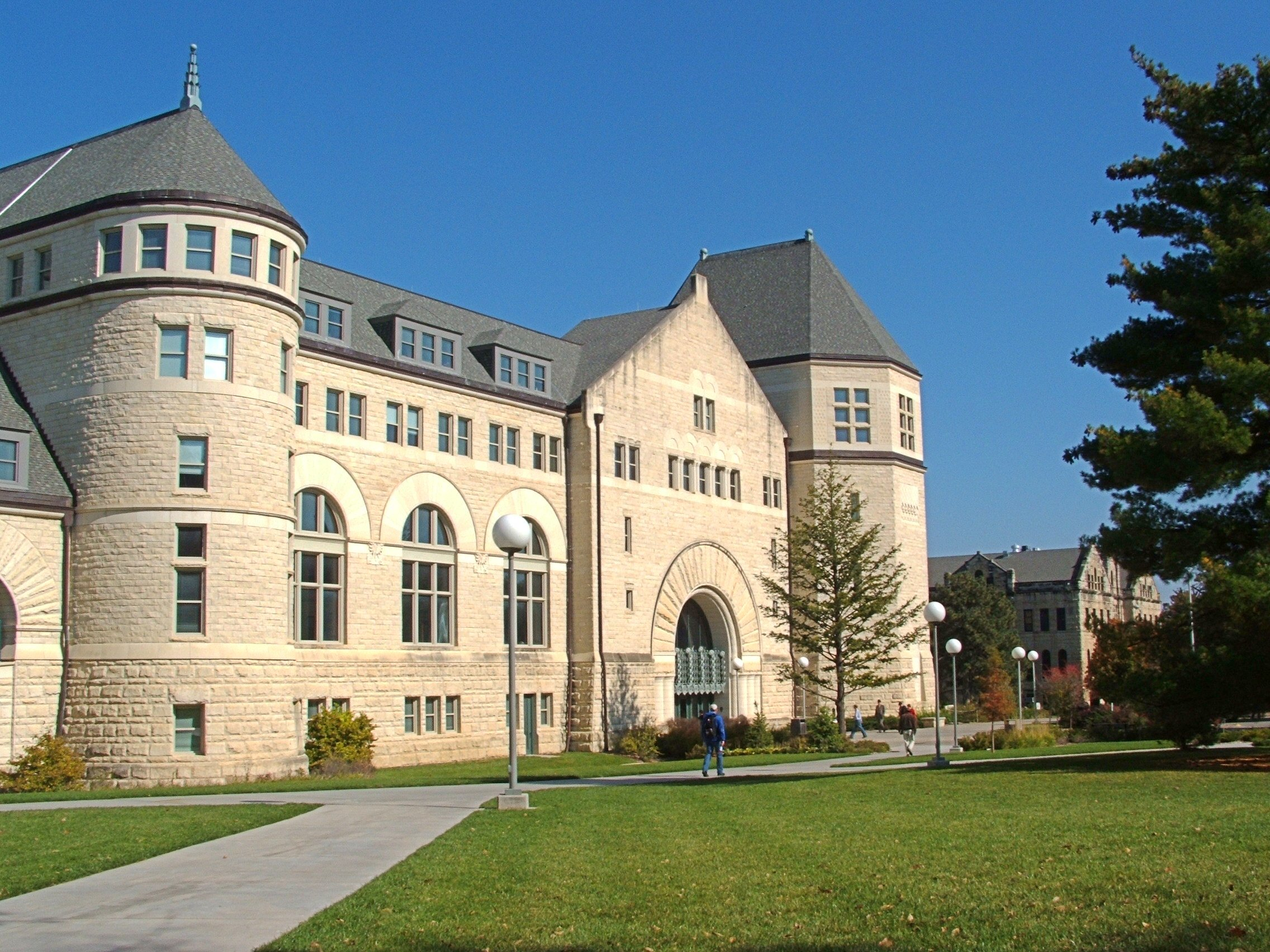
Hale library

Die Kansas State University (auch K-State genannt) ist eine staatliche Universität in Manhattan im Nordosten des US-Bundesstaates Kansas. Sie ist die älteste staatliche Hochschule in Kansas und mit 23.182 eingeschriebenen Studenten die zweitgrößte nach der University of Kansas. Neben dem Hauptcampus in Manhattan gibt es das College of Technology and Aviation in Salina.

## Geschichte
Die Universität wurde am 16. Februar 1863 als Kansas State Agricultural College gegründet. Seit 1875 ist sie auf ihrem heutigen Campus in Manhattan beheimatet. 1927 erfolgte die Umbenennung in den heutigen Namen. 
Am 11. Juni 2008 verwüstete ein Tornado mehrere Gebäude auf dem Campus; die Schäden beliefen sich auf mehr als 20 Millionen US$.
Präsident der Hochschule war seit 2009 der Chemie-Ingenieur Kirk Herman Schulz. Seit 2022 ist Richard Linton Präsident der Universität.

## Forschung
Zu den wichtigsten Forschungsgebieten der Kansas State gehören die atomare, molekulare und optische Physik, sowie Gravitationsstudien im Bereich der Zell- und Entwicklungsbiologie. Einer der wichtigsten Erfindungen an der Universität war der Excimerlaser.

## Sport
Das Sportteam der Kansas State University sind die Kansas State Wildcats. Die Universität gehört der Big 12 Conference an.

## Bekannte Absolventen
- Gunnar Alksnis (1931–2011) – Historiker und Theologe
- Kirstie Alley (1951–2022) – Schauspielerin
- Michael Beasley (* 1989) – Basketballspieler
- Erin Brockovich (* 1960) – Aktivistin (ohne Abschluss)
- Richard B. Myers (* 1942) – ehemaliger Vorsitzender des Vereinigten Generalstabs
- Mitch Richmond (* 1965) – Basketballspieler, 6-facher NBA All Star
- Pat Roberts (* 1936) – US-Senator
- Susanna M. Salter (1860–1961) – erste Bürgermeisterin in den Vereinigten Staaten
- Eric Stonestreet (* 1971) – Schauspieler
- Jerry Wexler (1917–2008) – Musikproduzent
- Peter Tsai (* 1952) – Erfinder des Filters der N95-Maske